# Radošovce (okres Skalica)
Radošovce jsou obec v okrese Skalica v Trnavském kraji na západním Slovensku. Žije v ní přibližně 1 800 obyvatel.

## Historie
V historických záznamech byly Radošovce poprvé zmíněny v roce 1473. Je možné, že se na jejich osídlení podíleli obyvatelé zaniklé osady Radošov ležící na úpatí kopce Radošova u Veselí nad Moravou.

## Geografie
Obec leží v nadmořské výšce 223 metrů a rozloha jejího katastrálního území je 2 660 hektaru. Koryto potoka Chvojnica je chráněno jako stejnojmenná přírodní památka.

## Rodáci
- Ľudmila Pajdušáková (1916–1979), fyzička a astronomka, ředitelka Astronomického ústavu Slovenské akademie věd
- Oldřich Dvořák (1923–1942), příslušník výsadku Steel